# Green Jellÿ
I Green Jellÿ sono un gruppo musicale comedy rock statunitense formatosi nel 1981.
Originariamente si chiamavano Green Jello, ma per pressioni legali subite dall'azienda omonima hanno dovuto modificare il nome in Green Jellÿ.

## Formazione
- Bill Manspeaker (Moronic Dictator, Marshall "Duh" Staxx)
- Joe Cannizzaro (Dunderhead)
- Gary Helsinger (Hotsy Menshot)
- Danny Carey
- Keith McCormack
- Kim O'Donnell (Sadistica)
- Bill Tutton
- Jim Laspesa (Mick Stadium)
- CJ Buscaglia (Jesus Quisp)
- Marc Levinthal (Pippi Rockstocking)
- Maynard James Keenan (Billy Bob)

## Discografia
Album
- 1989: Triple Live Möther Gööse at Budokan
- 1992: Cereal Killer
- 1993: Cereal Killer Soundtrack
- 1994: 333
- 2009: Musick to Insult Your Intelligence By

EP
- 1984: Let It Be
- 1991: Green Jellö SUXX
- 1993: Three Little Pigs – The Remixes

Singoli
- 1992: Three Little Pigs
- 1993: Anarchy in the UK
- 1993: Electric Harley House (Of Love)
- 1993: I'm the Leader of the Gang (I Am)
- 1993: House Me Teenage Rave
- 1994: The Bear Song
- 1994: Slave Boy